# Heide-Park

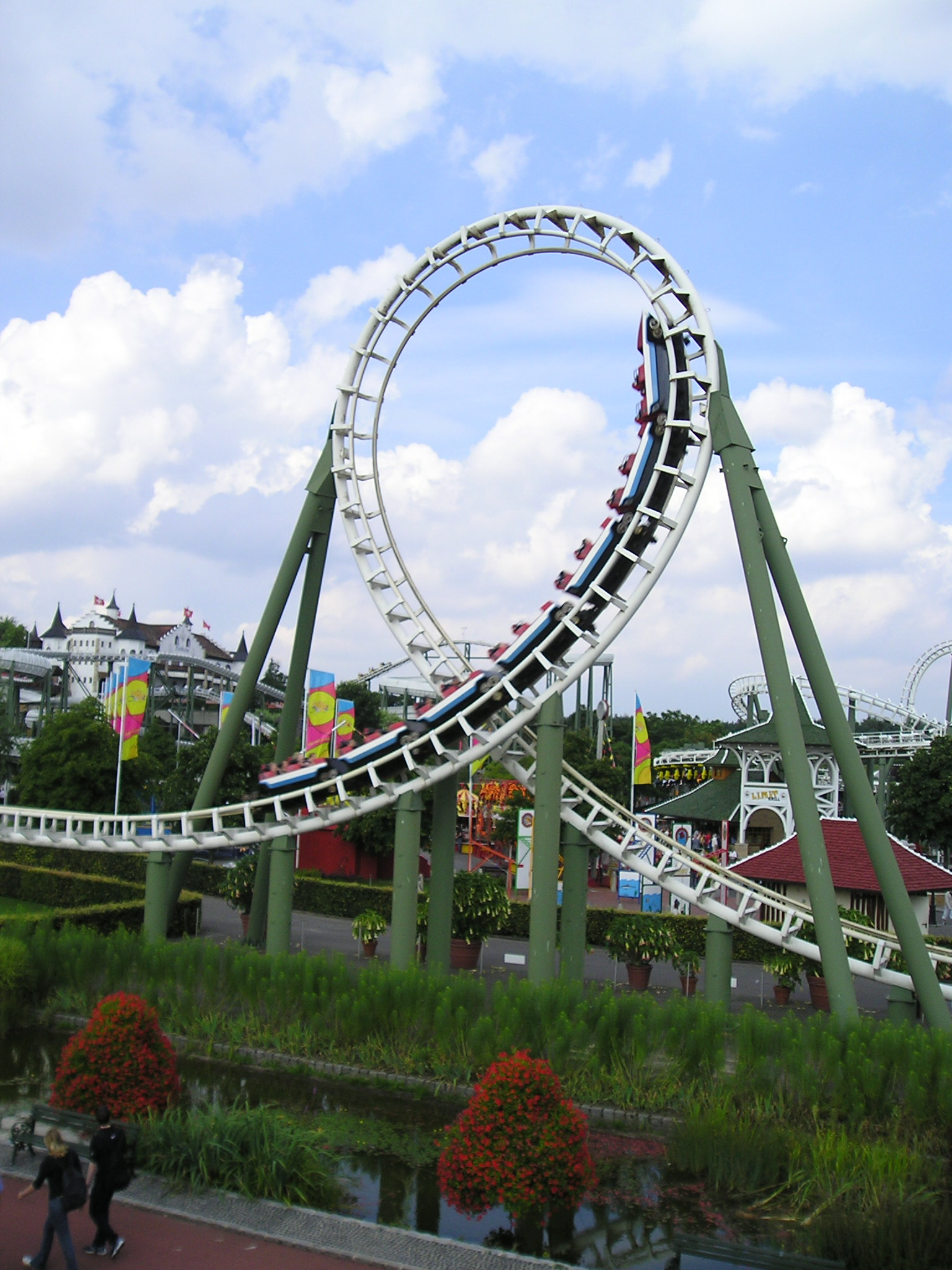
Achtbaan "Big Loop"

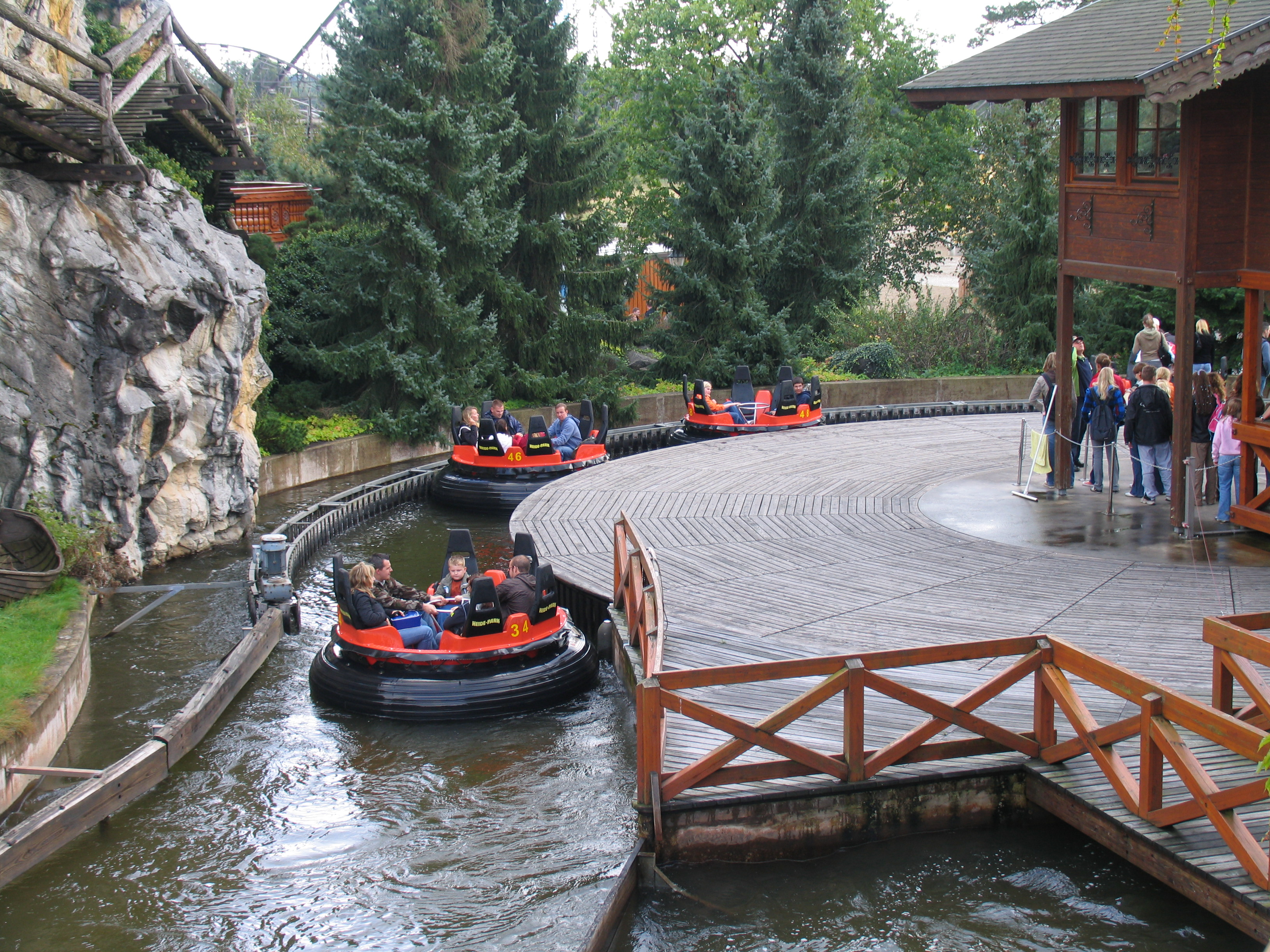
Station van de "Mountain Rafting"

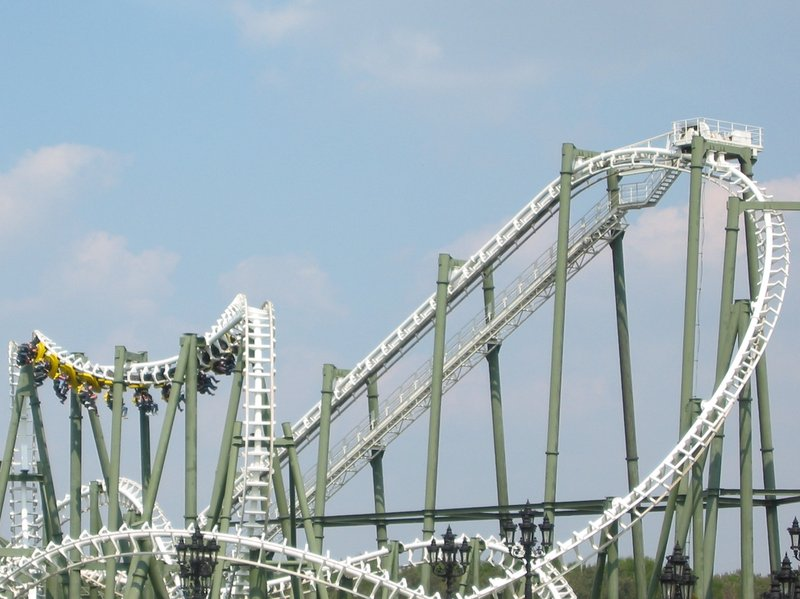
Hangende achtbaan "Limit"

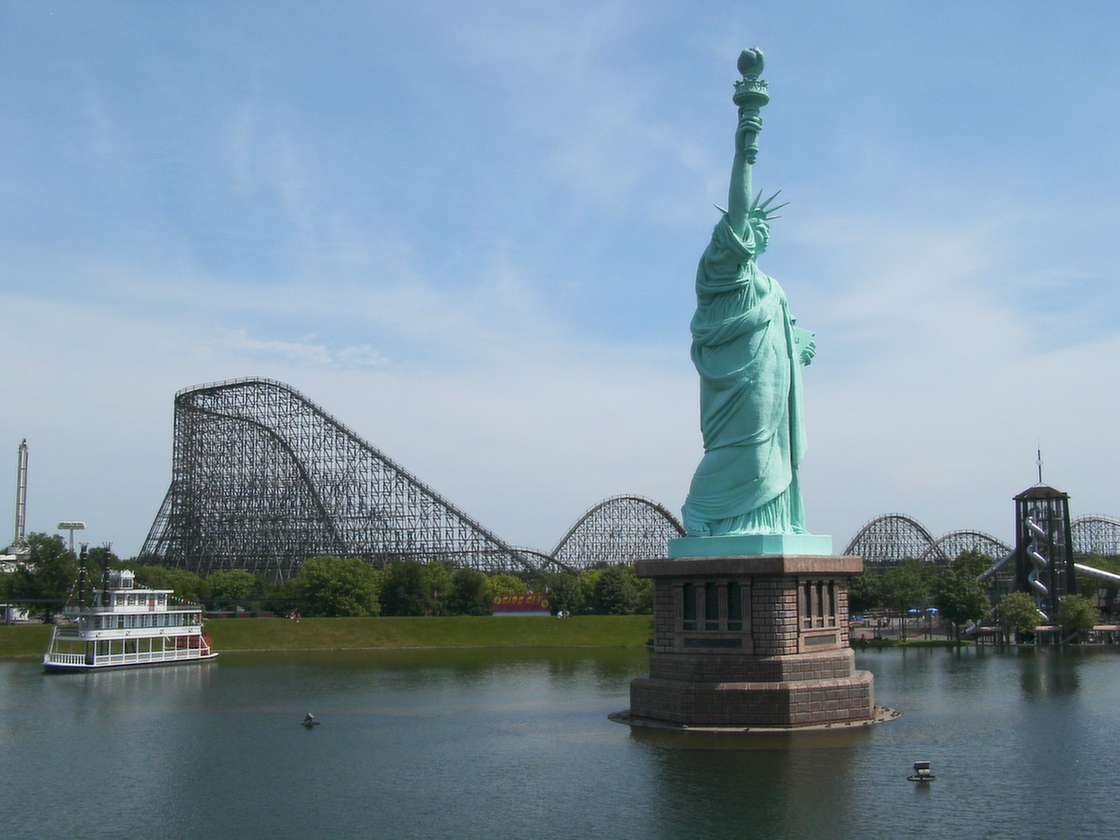
Het Vrijheidsbeeld, met op de achtergrond de Colossos

Heide-Park Resort is een attractiepark, gelegen bij Soltau in het Duitse Nedersaksen. Het is qua oppervlakte het op één na grootste pretpark van Duitsland.
Het park werd geopend op 19 augustus 1978 en is onderdeel van het Britse Merlin Entertainments Group. Het park is open tussen maart en november. Het is ook mogelijk om bij het park te overnachten.

## Bereikbaarheid
Het park bevindt zich vlak bij de Autobahn A7 , afrit 45 Soltau-Ost. De twee grote parkeerterreinen bieden plaats aan ca. 8.000 auto's en 300 bussen.
Ook per trein is het park redelijk goed bereikbaar. De treinhalte Wolterdingen aan de Heidebahn ligt op 2 km (20-30 min. lopen ) afstand ten westen van het park.
Vanaf station Soltau (Han) rijden enkele malen per dag lijnbussen langs het park. Directe busverbindingen zijn er ook met Hamburg, Hannover, Lüneburg en Celle.

## Heidenhof-kapel
Op het terrein van het Heide-Park bevindt zich de Heidenhof-Kapelle. De eerste eigenaren en exploitanten van het park hadden zich verplicht, deze in stand te houden. In 1350 was hier een eikenhouten kapel voor gebed en misvieringen gebouwd. Later maakte deze plaats voor een bij een molen behorende opslagschuur. In 1951 werd de kapel naar het origineel herbouwd. Sinds 2007 is het een stilte- en bezinningscentrum. Er zijn korte christelijke vieringen, gesprekken met christelijke geestelijken en kerkelijke huwelijksinzegeningen mogelijk.

## Attracties
In totaal telt Heide-Park zo'n 35 attracties, waarvan negen achtbanen. Het attractiepark is onderverdeeld in zes themagebieden.

### Eingangsbereich (gebied dicht bij de ingang)
| Naam               | Type               | Opening | Bouwer     | Opmerkingen |
| ------------------ | ------------------ | ------- | ---------- | ----------- |
| Heide-Park Express | Miniatuurtreinbaan | 1978    | CRM        |             |
| Nostalgiekarussell | Draaimolen         | 1997    | Bertazzon  |             |
| Oldtimer-Rundkurs  | Rondrit            | 1978    | MACK Rides |             |

### Land der Vergessenen
In Land der Vergessenen staan een paar van de grotere attracties van het park. Het heeft één sub-themagebied Maya Tal. Vroeger stond dit hoekje bekend als het HUSS hoekje omdat hier veel attracties van de fabrikant HUSS staan. Maya Tal is geopend in 2009.
| Naam                          | Type             | Opening | Bouwer                | Opmerkingen                                                                                          |
| ----------------------------- | ---------------- | ------- | --------------------- | --- |
| Breakdance                    | Breakdance no. 3 | 1990    | HUSS Park Attractions | Staat in het sub-themagebied Maya Tal                                                                |
| Colossos - Kampf der Giganten | Houten achtbaan  | 2001    | Intamin               | Vanaf 2016 - 19 april 2019 stond de attractie stil. In 2018 is een grote onderhoudsbeurt uitgevoerd. |
| Desert Race                   | Lanceerachtbaan  | 2007    | Intamin               | |
| La Ola                        | Zweefmolen       | 2009    | Zierer                | Staat in het sub-themagebied Maya Tal                                                                |
| Magic                         | Magic            | 1990    | HUSS Park Attractions | Staat in het sub-themagebied Maya Tal                                                                |

### Exploria
In Exploria staan een paar grote attracties zoals de Wildwaterbaan. In het themagebied zijn twee sub-themagebieden. Het sub-themagebied Drachenzähmen - Die Insel staat in het teken van de film How to Train Your Dragon en is geopend in 2016. Het sub-themagebied Western is geopend in 2008. In 2018 opende een klein sub-themagebied dat in het teken staat van Peppa Pig.
| Naam                                         | Type                    | Opening | Bouwer           | Opermerkingen |
| -------------------------------------------- | ----------------------- | ------- | ---------------- | --- |
| Drachengrotte                                | Boottochtje             | 1991    | MACK Rides       | In 2016 is de attractie onder handen genomen en voorzien van nieuwe thematisering door Zierer Staat in het sub-themagebied Drachenzähmen - Die Insel |
| Ghostbusters 5D - Die ultimative Geisterjagd | Interactieve darkride   | 2017    | Triotech         | Is gebouwd in het gebouw van de voormalige 'Hallo Spencer Show'                                                                                      |
| Grobians Wolkenspringer                      | Red Baron               | 1985    | MACK Rides       | In 2016 is de attractie onder handen genomen en voorzien van nieuwe thematisering door Zierer Staat in het sub-themagebied Drachenzähmen - Die Insel |
| Grottenblitz                                 | Gemotoriseerde achtbaan | 1985    | MACK Rides       | |
| Himmelsstürmer                               | Giant Sky Chaser        | 2016    | Zamperla         | Staat in het sub-themagebied Drachenzähmen - Die Insel                                                                                               |
| Indy-Blitz                                   | Stalen kinderachtbaan   | 2008    | Zierer           | Staat in het sub-themagebied Western |
| Monorail                                     | Monorail                | 1986    | MACK Rides       | |
| Mountain-Rafting                             | Rapid river             | 1992    | Intamin          | |
| Opa Pigs Zugfahrt                            | Rondrit                 | 2018    | Metallbau Emmeln | Staat in het sub-themagebied Peppa Pig Land |
| Panoramaturm                                 | Uitkijktoren            | 1985    | Intamin          | |
| Peppas Bootsfahrt                            | Boottocht               | 2018    | Metallbau Emmeln | Staat in het sub-themagebied Peppa Pig Land |
| Raffnuss & Taffnuss Wasserflieger            | Red Baron               | 2016    | Zierer           | Staat in het sub-themagebied Drachenzähmen - Die Insel                                                                                               |
| Schorschs Dino-abenteur                      | Ronrit                  | 2018    | Metallbau Emmeln | Staat in het sub-themagebied Peppa Pig Land |
| Western-Riesenrad                            | Reuzenrad               | 2008    | Zierer           | Staat in het sub-themagebied Western |
| Wildwasserbahn                               | Boomstamattractie       | 1980    | MACK Rides       | |

### Burcht der Totenkopfpiraten
Dit themagebied is de opvolger van het themagebied Nederland. Aan het themagebied grenst ook het Heide-Park Abenteurhotel.
| Naam               | Type            | Opening | Bouwer               | Opmerkingen                                                                            |
| ------------------ | --------------- | ------- | -------------------- | -------------------------------------------------------------------------------------- |
| Big Loop           | Stalen achtbaan | 1983    | Vekoma               | Treintjes die op deze achtbaan staan komen van de gesloopte Corkscrew van Alton Towers |
| Bounty             | Schommelschip   | 1987    | Intamin              |                                                                                        |
| Flossfahrt         | Tow boat ride   | 1978    | MACK Rides           |                                                                                        |
| Käpt'ns Törn       | Boottochtje     | 1997    | MACK Rides           |                                                                                        |
| Krake              | Duikachtbaan    | 2011    | Bolliger & Mabillard |                                                                                        |
| Panoramabahn       | Monorail        | 1978    | MACK Rides           |                                                                                        |
| ToPiLauLa-Schlacht | Splash battle   | 2010    | MACK Rides           |                                                                                        |

### Transsilvanien
| Naam             | Type                | Opening | Bouwer               | Opermerkingen                                                                                   |
| ---------------- | ------------------- | ------- | -------------------- | ----------------------------------------------------------------------------------------------- |
| Bobbahn          | Bobslee-achtbaan    | 1993    | MACK Rides           | Langste bobslee-achtbaan wereldwijd                                                             |
| Flug der Dämonen | Wing Coaster        | 2014    | Bolliger & Mabillard | Vervangt Wildwasserbahn II                                                                      |
| Limit            | Omgekeerde achtbaan | 1999    | Vekoma               |                                                                                                 |
| Scream           | Vrije val           | 2003    | Intamin              | Was hiervoor een uitkijktoren maar is omgebouwd. Tot 2019 hoogste vrije val toren in de wereld. |
| Screamie         | Vrije val           | 2008    | Zierer               |                                                                                                 |

Op en rond Halloween zijn enkele attracties met het thema "horror" geopend, die de rest van het jaar gesloten zijn.

### Voormalige attracties
| Naam         | Type                | Opening | Sluiting | Bouwer                | Opmerkingen                                    |
| ------------ | ------------------- | ------- | -------- | --------------------- | ---------------------------------------------- |
| Aqua Spin    | Topspin (attractie) | 1992    | 2017     | HUSS Park Attractions |                                                |
| Condor       | Condor              | 1989    | 2008     | HUSS Park Attractions | Is verplaats naar Skyline Park als Sky Twister |
| El Sol       | Enterprise          | 1990    | 2018     | HUSS Park Attractions |                                                |
| Hully Gully  | Draaimolen          | 1984    | 2009     | MACK Rides            |                                                |
| Huracan      | Round-up            | 1983    | 2019     | Hrubertz              |                                                |
| Kaffeetassen | Theekopjesattractie | 1985    | 2009     | MACK Rides            | Stond nog tot 2013 in het park.                |

Het in 1979 geopende dolfinarium in het park werd in 2008 in overleg met dierenbeschermers gesloten.

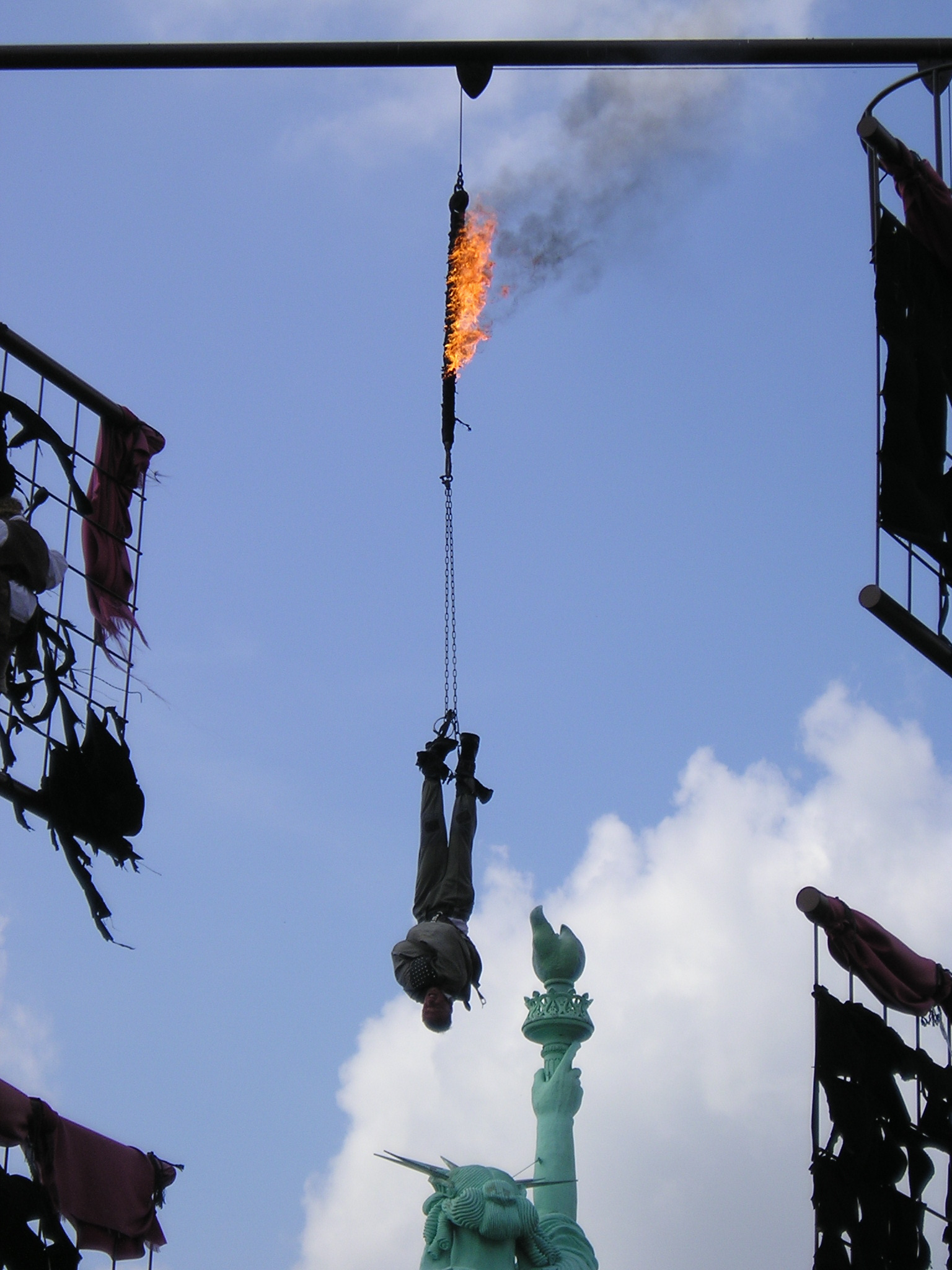
De piratenshow